# Carecuruna
Carecuruna is een geslacht van kevers uit de familie bladkevers (Chrysomelidae).
De wetenschappelijke naam van het geslacht werd in 1965 gepubliceerd door Bechyne & Bechyne.

## Soorten
- Carecuruna carabobenya Bechyne, 1997